# Bundesrat (Niemcy)
Bundesrat (BR; z niem.; Rada Federalna) – jako konstytucyjne przedstawicielstwo krajów związkowych jest w Niemczech, obok Bundestagu, izbą parlamentu. Liczy 69 członków.
Każdy z 16 krajów związkowych ma (zależnie od liczby mieszkańców) od trzech do sześciu głosów, które muszą być oddawane jednolicie. Uprawnieni do głosowania członkowie Rady muszą być członkami z prawem głosu odpowiedniego rządu krajowego.
Ustawy uchwalone przez Bundestag wymagają akceptacji Rady, jeśli mają związek z suwerennością kraju związkowego lub jeśli instytucje krajów związkowych mają udział w ich realizacji.
Ponieważ konstytucja Niemiec nie określa jednoznacznie, czy nazwa izby wyższej brzmi Deutscher Bundesrat (Niemiecka Rada Federalna) czy Bundesrat (Rada Federalna), uregulowało to zarządzenie prezydenta RFN z 12 września 1952, wskazując na drugi wariant z wykorzystywaniem w kontaktach międzynarodowych określenia Bundesrat der Bundesrepublik Deutschland (Rada Federalna Republiki Federalnej Niemiec).

## Główne kompetencje Bundesratu

### Rząd federalny wprowadza większość ustaw w Niemczech
Bundesrat ma „pierwsze słowo” w parlamentarnym przetwarzaniu ustaw wykonawczych, ponieważ konstytucja stanowi, iż rząd federalny jest zobowiązany do przedstawienia swoich projektów bezpośrednio do Bundesratu w celu uzyskania komentarza. Bundesrat ma prawo przedstawić swoją opinię w terminie sześciu tygodni, a w szczególnych przypadkach ma trzy lub dziewięć tygodni na ustosunkowanie się do przedstawionego projektu ustawy. Prawo to wykorzystywane jest w prawie wszystkich przypadkach. Przegląd i dyskusja nad wnioskami ustawodawczymi przedłożonymi przez rząd to dwie podstawowe funkcje Bundesratu. Doświadczenia krajów związkowych we wdrażaniu przepisów, z których prawie wszystkie są przez nie wdrażane, są włączane do ustawodawstwa federalnego w pierwszym czytaniu. W tym kontekście urzędnicy wykonawczy rządów stanowych prowadzą intensywny dialog z urzędnikami wykonawczymi Federacji. Widoczna jest tutaj funkcja kontroli i równowagi Bundesratu w federalnym systemie rządowym. W swoich komisjach Bundesrat ocenia projekty ustaw pod każdym możliwym punktem widzenia, tj. pod względem konstytucyjności, wiedzy technicznej, finansów i czynników politycznych. Dość często proponuje poprawki, uzupełnienia lub alternatywy. W wielu przypadkach wynikiem przeglądu jest „brak sprzeciwu”. Rzadko zdarza się, aby projekt ustawy, który został całkowicie odrzucony przez Bundesrat, był przedkładany Bundestagowi przez rząd federalny. Na tym etapie ocena projektu przez Bundesrat nie jest wiążąca dla rządu federalnego ani Bundestagu. Wstępna ocena jest jednak ważnym wskaźnikiem tego, jaka będzie druga ocena i ostatnie słowo Bundesratu w „drugim czytaniu”, gdyż oceny te nie mogą być zignorowane. Rząd federalny przedstawia swoje stanowisko w „kontr-oświadczeniu”. Projekt ustawy, wstępne oświadczenie Bundesratu i oświadczenie rządu są następnie przekazywane do Bundestagu.

### Zwoływanie Komitetu mediacyjnego
Wszystkie projekty ustaw przyjęte przez Bundestag muszą zostać przekazane do Bundesratu przez przewodniczącego Bundestagu. W drugim czytaniu, zainicjowanym przekazaniem projektu ustawy, odbywają się posiedzenia komisji Bundesratu w celu ustalenia, czy wyniki pierwszego przeglądu zostały wzięte pod uwagę oraz czy Bundestag wprowadził inne poprawki. Jeśli Bundesrat nie zgadza się z wersją projektu ustawy uchwaloną przez Bundestag, może zwrócić się do komisji mediacyjnej w ciągu trzech tygodni. W przedłożonym komisji wniosku, który musi zostać przyjęty na posiedzeniu plenarnym bezwzględną większością głosów, Bundesrat zwykle przedstawia konkretne propozycje zmian wraz z wyczerpującym uzasadnieniem.

### Zatwierdzenie ustaw
Ustawy, mające szczególny wpływ na interesy krajów związkowych, nie mogą stać się prawem, chyba że Bundesrat wyrazi na to zgodę. Jeżeli Bundesrat ostatecznie głosuje przeciwko projektowi ustawy, nie może ona stać się prawem. Bundestag i rząd federalny mogą zwrócić się do komitetu mediacyjnego w celu osiągnięcia kompromisu. Oznacza to, że w przypadku zatwierdzania ustaw Bundestag i Bundesrat muszą wyrazić zgodę, zanim możliwe będzie wprowadzenie prawa. Szczegółowe klauzule w ustawie zasadniczej określają, które ustawy wymagają zgody Bundesratu. Można je podzielić na trzy kategorie:

#### Ustawy zmieniające konstytucję
Wymagają zatwierdzenia przez Bundesrat większością dwóch trzecich głosów.

#### Ustawy wpływające na dochody budżetowe krajów związkowych
Obejmują one przede wszystkim ustawy dotyczące podatków, w które zaangażowane są kraje związkowe lub władze lokalne, np. podatek dochodowy, podatek od wartości dodanej i podatek od pojazdów silnikowych.

#### Ustawy mające wpływ na właściwość administracyjną krajów związkowych
Jest szczególnie ważna pod względem ilościowym, ponieważ nawet jeśli projekt ustawy zawiera tylko jeden przepis wpływający na właściwość administracyjną krajów związkowych, cały projekt musi zostać zatwierdzony przez Bundesrat. Dotyczy to na przykład sytuacji, gdy prawo federalne określa pewne ustalenia, formularze, terminy, opłaty administracyjne, rodzaje dostarczania dokumentów lub nowe organy i agencje publiczne dla władz krajów związkowych. Ze względu na te indywidualne klauzule nawet ustawy, które nie wpływają ogólnie na interesy krajów związkowych, takie jak umowy międzynarodowe lub kwestie obronne, mogą wymagać zatwierdzenia w całości.
Ranga konstytucyjna i znaczenie Bundesratu wynikają głównie z jego zdolności do zawetowania tego rodzaju przepisów. Prawo to daje Bundesratowi duży wpływ na proces legislacyjny, ponieważ w praktyce około połowa ustawodawstwa federalnego składa się z przepisów zatwierdzanych przez Bundesrat. W związku z tym w połowie przypadków Bundestag nie może stanowić prawa samodzielnie, ale musi wziąć pod uwagę pozycję Bundesratu w swoich decyzjach. I odwrotnie, Bundesrat nie może również działać samodzielnie w tej dziedzinie – zwłaszcza że głosowanie na „Nie” po prostu zapobiega wprowadzeniu nowych przepisów, ale nie pozwala Bundesratowi brać czynnego udziału w kształtowaniu polityki w danym obszarze.

## Sesje plenarne Bundesratu
Rada Federalna spotyka się regularnie w piątki w odstępach od trzech do czterech tygodni na sesji plenarnej. Zawsze zaczyna się o godzinie 9:30 i jest publiczna. Na spotkaniu publicznym podejmowane są decyzje dotyczące poszczególnych wniosków. W dniu spotkania o podjętych decyzjach zostają powiadomieni rząd federalny lub inne właściwe organy, a następnie są one publikowane w formie drukowanej, a także raportu ze spotkania. W tygodniu następującym po sesji plenarnej obrady komisji zwykle rozpoczynają się ponownie na następnej sesji plenarnej.

## Tryb głosowania
W Radzie Federalnej obowiązuje zasada jednego głosu, co przejawia się w tym, że przedstawiciele danego landu głosują jednakowo i nie mogą podejmować w tej kwestii odmiennych decyzji. Rządy krajów związkowych muszą zatem uzgodnić sposób oddawania głosów przed głosowaniem w Bundesracie. W zdecydowanej większości przypadków decyzja rządu państwa określa sposób głosowania kraju w Bundesracie. Zasada jednego głosu wynika z intencji Rady Federalnej, aby głosy były wyrażeniem woli całego kraju, a nie poszczególnych członków Rady. Zwykle tylko jeden członek, tak zwany „lider głosu”, głosuje w imieniu całego kraju, nawet jeżeli na sesji plenarnej nie są obecni pozostali reprezentanci. W przypadku, gdy przedstawiciele tego samego kraju związkowego zagłosują w odmienny sposób, głos tego kraju nie będzie brany pod uwagę.
Zgodnie z art. 52 ust. 3 Ustawy Zasadniczej Republiki Federalnej Niemiec Bundesrat podejmuje uchwały co najmniej większością swoich głosów. Oprócz tego sam uchwala własny regulamin. W przypadku głosowania odnośnie do wprowadzenia poprawek do Ustawy Zasadniczej, uchwały w tej sprawie podejmowane są większością dwóch trzecich ogólnej liczby głosów.

## Przewodniczący oraz prezydium Bundesratu
Zasady wybierania przewodniczącego Rady Federalnej zostały uregulowane na mocy porozumienia zawartego 30 sierpnia 1950 roku w Königstein, o którym zadecydowało 12 ówczesnych premierów Republiki Federalnej. Porozumienie nie było planowane i zostało zawarte ze względów na nieporozumienie dotyczące wyboru pierwszego przewodniczącego Rady. Od 1990 roku porozumienie dotyczy również pozostałych landów, powstałych po 1950 roku, które zostały włączone do cyklu na podstawie dodatkowego porozumienia premierów.
Porozumienie zapewnia całkowite oddzielenie zajmowanego urzędu od względów partyjno-politycznych. Szefowie landów muszą co roku organizować nowe wybory, podczas których zostaje wybierany kandydat landu, którego akurat nadeszła kolej. Począwszy od landu z największą liczbą mieszkańców, a kończąc na kraju z najmniejszą liczbą mieszkańców. Po prezydencji najmniejszego landu cykl zaczyna się od nowa. Powołanie urzędu nie podlega zmieniającym się warunkom większościowym. Utrzymuje również zasadę równości dla wszystkich krajów, ponieważ każdy kraj, niezależnie od jego wielkości, ma możliwość objęcia przewodnictwa co 16 lat.
Istnieje również silna zasada wyboru dwóch wiceprzewodniczących. Pierwszym wiceprzewodniczącym jest osoba, która w poprzednim roku obejmowała urząd przewodniczącego, natomiast drugim wiceprzewodniczącym jest osoba, która w następnym roku będzie obejmowała urząd.

### Zadania przewodniczącego
Przewodniczący Bundesratu powoływany jest na roczną kadencję, która rozpoczyna się 1 listopada. Obowiązki przewodniczącego mają charakter organizacyjny, zwołuje on i prowadzi sesje plenarne Rady Federalnej i powiadamia o decyzjach podjętych na sesjach. Reprezentuje Radę na spotkaniach protokolarnych w kraju i za granicą. W ramach dyplomacji parlamentarnej przyjmuje międzynarodowe delegacje do Rady Federalnej.
Do prerogatyw Przewodniczącego Bundesratu należy przejęcie obowiązków głowy państwa w momencie opróżnienia urzędu Prezydenta Niemiec w wyniku jego rezygnacji lub śmierci, o czym mówi art. 57 Ustawy Zasadniczej Republiki Federalnej Niemiec.

### Zadania prezydium
Do obowiązków prezydium należą: coroczne przygotowywanie budżetu Rady Federalnej oraz podejmowanie ważnych decyzji dotyczących wewnętrznych struktur Bundesratu. Ponadto wiceprzewodniczący reprezentują Radę, jeżeli przewodniczący nie może tego zrobić osobiście.